# Baluran
Il Baluran è uno stratovulcano situato sull'isola di Giava.
Sorge all'estremità nord-orientale dell'isola, ma è messo in ombra dal suo più grande vicino, il colossale Ijen. Il vulcano non ha mai eruttato in epoca storica, ma si ritiene che la sua ultima eruzione sia precedente all'Olocene.